# Arboretum Saint-Antoine

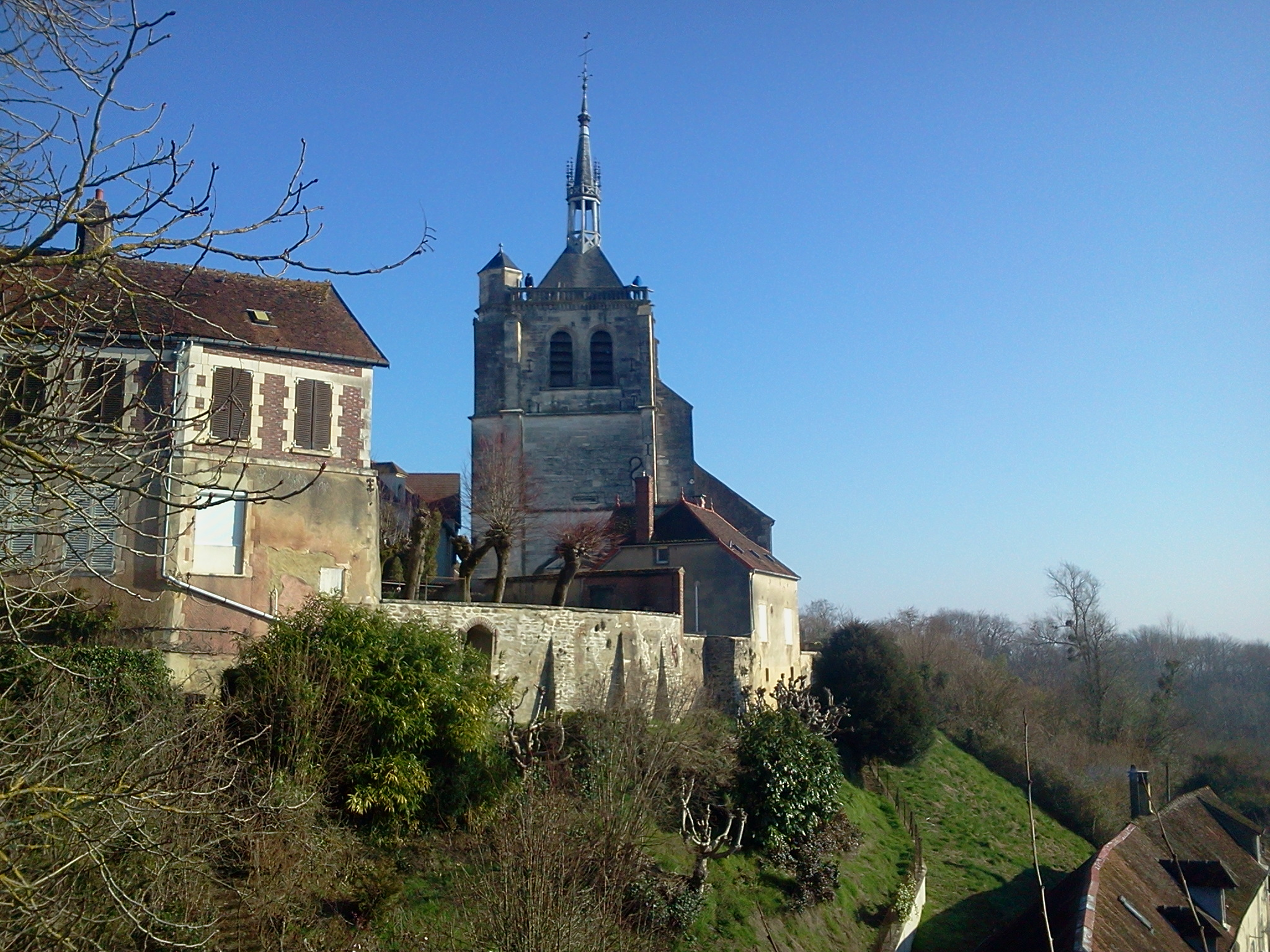
Église Saint-Pierre-ès-Liens d'Ervy-le-Châtel, mars 2014.

Cet article concerne un arboretum français. Pour le jardin botanique maltais, voir Jardin botanique Saint-Antoine.
L'arboretum Saint-Antoine est un arboretum situé à Ervy-le-Châtel dans le département de l'Aube en France. Il est ouvert en semaine mais fermé en juillet et août.
L'arboretum date du XVIIIe siècle et est situé sur le terrain de l'église de Saint Antoine. Il contient plus de 700 types de pinophyta, trois cents érable du Japon et environ une centaine de magnolias.

## Source
- Communauté de Communes du Val d'Armance

## Référence
- (en) Cet article est partiellement ou en totalité issu de l’article de Wikipédia en anglais intitulé « Arboretum Saint-Antoine » (voir la liste des auteurs).